# Automeris gadouae
Automeris gadouae är en fjärilsart som beskrevs av Lemaire 1966. Automeris gadouae ingår i släktet Automeris och familjen påfågelsspinnare. Inga underarter finns listade i Catalogue of Life.